# キッズ劇場!!
『キッズ劇場!!』（キッズげきじょう）は、テレビ神奈川（tvk）制作で、同局で毎週土曜日の朝に放送されていた子供番組。筆頭スポンサーは日本コロムビア。金曜朝に再放送を実施。

## 概要
2010年4月10日から前番組の『ちびアニ劇場』を引き継ぐ形で放送開始。同年7月3日から特撮ドラマ『満福少女ドラゴネット』放送開始に伴い、『ちびアニ劇場』時代から続いていた土曜午前8時30分枠から同午前8時枠に移動。同年10月2日から2012年6月30日まで『キッズ劇場Neo』（キッズげきじょうネオ）、2012年7月7日から2015年3月28日まで『キッズ劇場ピース』（キッズげきじょうピース）、2015年4月4日から『キッズ劇場エース』（キッズげきじょうエース）としてそれぞれ改題。『キッズ劇場ピース』及び『キッズ劇場エース』では、キン・シオタニ画のイラストがオープニングを初めとしたコーナーの要所を飾っている。
2012年10月6日から1年間のみ放送時間が55分に拡大、合わせて前半30分を、2013年3月まで千葉テレビ放送（チバテレ）にも同時ネット。
2014年2月より宮本佳那子が体調不良のため休養に入り、同年2月22日放送分を最後に出演を見合わせ、スタジオで収録した歌のコーナーは2014年5月まで放送となった。同年3月1日放送分から3月29日放送分までは高橋秀幸のみの出演を挟み、同年4月5日放送分からは宮島咲良が後任として歌のおねえさんを担当することになった。2015年3月28日放送分をもって高橋秀幸が歌のおにいさんを卒業。翌週の同年4月4日放送分からは上田悠介が後任として歌のおにいさんを担当することになった。
2017年3月25日放送分をもって『キッズ劇場!!』から続いた番組は7年で終了。同時に『ちびアニ劇場』時代から続いていた日本コロムビア筆頭スポンサーの番組も終了となる。最終回は全編総集編となったほか、エンディングで初代歌のお姉さん宮本佳那子と初代歌のお兄さん高橋秀幸が久しぶりに番組出演を果たした。

## 出演者
- 宮島咲良（歌のおねえさん、2014年4月5日 - 2017年3月25日）[4]
- 上田悠介（歌のおにいさん、2015年4月4日 - 2017年3月25日）
- むーとん（声：森画伯）[5]

### 過去の出演者

#### 歌のおにいさん・おねえさん
- 高橋秀幸[6]（2011年9月 - 2015年3月28日[7]、2017年3月25日） - 2010年11月のアリオ橋本での公開録画ではゲストとして出演。
- 宮本佳那子[6]（2010年4月10日 - 2014年2月22日、2017年3月25日）
- 田中弥音（2012年1月7日 - 2012年6月30日）

#### コーナー担当
- TOKYO Primavera5
- 翁長舞（当時tvkアナウンサー[8]） - 『マイウェイ』担当
- 三森すずこ - 『キッズねこみみコーナー!』でのねこみみくまさんの声
- グレン・J・ディポナ
  - 菊池こころ - 『グレン先生の気まぐれインフォメーション』でのグレン先生の吹き替え（初代。2010年10月2日 - 2011年12月31日）
  - 儀武ゆう子 - 『グレン先生の気まぐれインフォメーション』でのグレン先生の吹き替え（2代目。2012年1月7日 - 2012年6月30日）[9]

## 主題歌
- オープニングテーマ

「A・B・C」（番組開始～ピース2013.10）
作詞 - MILDSALT / 作曲 - 福本公四郎 / 歌 - 宮本佳那子
「おはようピース」（ピース2013.10～2014.3）
作詞・作曲 - Raizo.W / 歌 - 宮本佳那子
「ぐっ・もー!」（ピース2014.4～2017.3）
作詞・作曲 - Raizo.W / 歌 - 宮島咲良
- エンディングテーマ

「風にのせて」（番組開始～Neo）
作詞・作曲 - 黒澤直也 / 歌 - mao
「日本列島どっこいしょ ～47都道府県名うたい込み～」（ピース2012.7～2012.10）
作詞 - 丘灯至夫 / 作曲・編曲 - 小森昭宏 / 歌 - 堀江美都子 / コーラス - こおろぎ'73
「パンパパ・パン」（ピース2012.11～2013.10）
作詞 - もりちょこパン / 作曲・編曲 - ポカスカジャン / 歌 - 宮本佳那子・高橋秀幸
「ここにいるよ」（ピース2013.10～2014.3）
作詞・作曲 - Raizo.W / 歌 - 宮本佳那子
「きょうをきねんびにしよう」（ピース2015.2～2017.3）
作詞・作曲 - キン・シオタニ/ 歌 -

## コーナー一覧
- ロケコーナー
  - 番組メインの宮島咲良（2014年2月までは宮本佳那子）、上田悠介（2015年3月までは高橋秀幸）と番組マスコットの「むーとん」が神奈川県内の幼稚園・保育園を訪れ、園児たちと一緒に歌を歌ったりするコーナーになっている[13]。
  - 番組開始から2010年6月27日放送分まではスタジオでコーナーの紹介をしていたが、放送時間が移動してからはロケに特化している（2011年4月期は同年3月11日に発生した東北地方太平洋沖地震（東日本大震災）の影響でロケそのものが行われなかった[14]。同年4月30日放送分からロケコーナーを再開している）。
- アモーレ・クエストII
  - アイドルユニット「アモレカリーナ」が 「大人になるための光る石」を探すために、冒険をしながら様々な試練に挑戦していくというもの。タイトルは「ドラゴンクエストII 悪霊の神々」のパロディで、2016年6月4日から2017年3月18日まで放送。
- むーとんが行く
  - 番組のマスコット・キャラクター「むーとん」が神奈川県内の名所などを散歩しながら子供向けの情報を紹介するコーナー。2012年7月7日新設。現在は、「むーとん」がお母さんのお手伝いをするものも放送されていて、放送が1時間時代のチバテレとtvkの再放送ではエンディングとなっていた。冒頭のBGMはビートルズの『オブラディ・オブラダ』のイントロ部分。

### 過去に放送されたコーナー
- クプ〜!!まめゴマ!（2010年4月10日 - 2010年12月11日）
  - 前番組の『ちびアニ劇場』では2009年1月10日 - 2009年12月26日の1年間にわたり全51話を放送。その後2010年1月2日 - 2010年4月3日までの期間は第1話から第14話まで再放送された。本番組では第15話から最終話まで放送。SOTSU、トムス・エンタテインメント制作。
- いただきますごちそうさま（2010年4月10日 - 2010年9月25日）
  - アニマックスで放映された知育アニメ。「4つのお皿」をモチーフに黄色、白色、緑色、赤色の可愛いアニメキャラクターたちが、食材を色分けし、その食材の説明、調理法、活用法や役立つエピソードをわかり易く紹介する。
- キッズねこみみコーナー!（2010年4月10日 - 2010年9月25日）
  - インフォメーション・コーナー。ねこみみくまさんが新作アニメや子供向けキャラクターグッズを紹介する。2010年6月27日放送分まではイラストのみだったが、同年7月3日放送分からはお月さまの力で実体化し、ぬいぐるみとして登場している。「ヨコヨコ ハマハマ ヨコハーマ」の呪文で主にアニメや商品の担当スタッフである精霊守護プラズマーを呼び出す。口癖は「○○かナガワー」、「○○だよコハマー」で、神奈川県と横浜にかけている。締めの挨拶は「それじゃ、また来週も見てくれよコハマー」。
  - 最終回にあたる9月25日放送分ではねこみみくまさんの声を務めた三森すずこが自身が主演のテレビアニメ『探偵オペラ ミルキィホームズ (第1シリーズ)』を紹介するために顔出し出演、ねこみみくまさん、シャーロック・シェリンフォードの声を使い分け、自身を含めた一人三役をこなした（詳しくは三森すずこ#人物を参照のこと）。なお、深夜アニメの情報を朝の子供向け番組で紹介するのは極めて異例のことだった。
- かなちゃんの絵本で遊ぼう!（2010年10月2日 - 2010年10月30日）
  - コクヨから出版されている知育絵本を宮本佳那子が紹介する。
- とびだせ!ABC星人（Alien's Bad Community）（2010年11月7日 - 2011年3月5日）
  - 絵本作家である新井洋行原作のアニメーションで、子供にわかりやすく英語を教える。
- ポペッツタウン（2011年2月12日 - 2011年6月25日）
  - 原作はイラストレーターの市原淳で、スペインとカナダの共同制作。同年6月25日放送分（第20話）をもって途中打ち切りとなったが、同年5月16日から6月30日まで毎週月曜から木曜の17:30 - 17:45に帯番組として（二ヶ国語放送）第1話から第32話まで放送した[15]。
- セバタン（2010年4月10日 - 2012年3月31日）
  - 番組開始から2010年6月27日放送分までは環境問題を紹介する人形劇『エコエコセバタン』として放送。セバタンの声をプロレスラーの蝶野正洋（当初は新日本プロレス所属。現在はフリー）[16] が担当したほか、脇を固めたキャラクターをアントーニオ本多（フリー）、男色ディーノ、飯伏幸太（ともにDDTプロレス）、暗黒シャーマンモリノス、渕正信（全日本プロレス）といったプロレスラーが出演していた。お兄さん役は丸山周。
  - 2010年7月3日から2012年3月31日までは主に環境やエコをテーマにしたミニアニメとして放送。人形劇時代から実に2年間に渡り放送された。
  - チバテレでも2016年2月まで、朝の情報番組である『ハピはぴ・モーニング〜ハピモ〜』→『シャキット!』内で「セバタンのほしうらない」「セバタンじゃんけん」（じゃんけんはハピモのみ）としてミニアニメと星占い・じゃんけんがセットになって平日は毎日放送されていた。「セバタンじゃんけん」は千葉ローカルだが、「セバタンのほしうらない」は首都圏トライアングル（tvk・テレビ埼玉〈テレ玉〉）でも放送されていた。
- プリマベーラ!→TOKYO Primavera5（2010年7月3日 - 2012年6月30日）
  - イリュージョン・ユニットのプリマベーラが手品を披露する[17]。
- グレン先生の気まぐれインフォメーション（2010年10月2日 - 2012年6月30日）
  - 横浜で英会話を教えているグレン先生が、毎週旬なキッズインフォメーションを時にはハイテンションに、時には真面目になったりと名前のとおり気まぐれなテンションで届ける。
- エリック・カール・コレクション（2012年9月15日 - 9月29日）
  - ナレーターは渡辺満里奈。
    - はらぺこあおむし（2012年9月15日）
    - だんまりこおろぎ（2012年9月22日）
    - パパ、お月さまとって!（2012年9月29日）
- シルバニアファミリー（2012年7月7日 - 9月8日、10月6日 - 11月3日[18]）
  - 人形アニメ。川上とも子が主演のみるくウサギちゃんを務めた作品。小学館、エポック社、伊藤忠商事制作。
- カルルとふしぎな塔[19]（2011年7月2日 - 2011年12月24日、再放送：2012年12月29日 - 2013年6月22日）
  - 2010年10月から半年間にわたりキッズステーションで放送されていたアニメ。日本アニメーション制作。
- ぽかぽか森のラスカル（2011年12月31日 - 2012年12月22日）
  - 2006年4月から1年間放送していた番組の再放送。放送時間拡大後は後半枠に放送された。日本アニメーション制作。
- ぴっちぴち♪しずくちゃん（2012年10月6日 - 2013年10月5日）
  - 放送時間拡大に伴い、新設。全52話。
- パンdeグータン（2013年7月6日 - 2013年12月28日）
  - ILCA製作のコーナーアニメ第1作。
- JEWELINCLE じゅえりんくる〜12の妖精とふしぎな宝石箱〜（2014年1月4日 - 2014年3月29日）
  - ILCA製作のコーナーアニメ第2作。宝石の妖精をさんみゅ〜、ナレーションを新垣里沙（元モーニング娘。）が担当。
- うごくえほん（2011年4月2日 - 2012年9月29日、2013年1月5日 - 2013年1月26日。中断期間及び再放送あり）
  - かろくこうぼう制作のアニメ。日本及び世界の名作童話を1週2分4回で1話として放送。

これまでに放送された作品
第1シーズン
| 作品名                   | 原作者     | 放送期間               | 再放送                        |
| ------------------------ | ---------- | ---------------------- | ----------------------------- |
| ブレーメンのおんがくたい | グリム童話 | 2011年4月2日 - 4月23日 | 2011年10月22日 - 11月12日     |
| へっこきよめさ           | 日本の昔話 | 2011年5月7日 - 5月28日 | 2011年11月19日 - 12月10日     |
| そんごくうのぼうけん     | 中国の民話 | 2011年6月4日 - 6月25日 | 2011年12月17日 - 2012年1月7日 |
| さるとかに               | 日本の昔話 | 2011年7月2日 - 7月23日 | 2012年1月14日 - 2月4日        |
| うらしまたろう           | 日本の昔話 | 2011年8月6日 - 8月27日 | 2012年3月10日 - 3月31日       |
| おむすびころりん         | 日本の昔話 | 2011年9月3日 - 9月24日 | 2012年2月11日 - 3月3日        |

第2シーズン
| 作品名                | 原作者         | 放送期間                | 再放送                   |
| --------------------- | -------------- | ----------------------- | ------------------------ |
| 金のがちょう          | グリム童話     | 2012年4月14日 -5月5日   | 2012年10月6日 - 10月27日 |
| あかずきん            | グリム童話     | 2012年5月19日 - 6月10日 | 2012年11月3日 - 11月24日 |
| ジャックと豆の木      | イギリスの童話 | 2012年6月17日 - 7月7日  | 2012年12月8日 - 12月29日 |
| おおかみと7匹の子やぎ | グリム童話     | 2012年7月14日 - 8月4日  | 2013年2月2日 - 2月23日   |
| こびととくつや        | グリム童話     | 2012年8月11日 - 9月1日  | 2013年3月2日- 3月23日    |
| さんびきのくま        | イギリスの童話 | 2012年9月8日 - 9月29日  | 再放送なし               |
| ねむり姫              | グリム童話     | 2013年1月5日 - 1月26日  | 再放送なし               |

- 朗読の時間（2012年10月6日 - 2012年12月29日）
  - 日本の名作文学や詩を伊藤美左子の朗読で紹介。BGMにはビートルズやカーペンターズの楽曲が使用された。

これまでに放送された作品
| 放送日時       | 作品名           | 原作者     | 使用されたビートルズまたはカーペンターズの楽曲 |
| -------------- | ---------------- | ---------- | ---------------------------------------------- |
| 2012年10月6日  | 雨ニモマケズ     | 宮沢賢治   | ヘイ・ジュード                                 |
| 2012年10月13日 | 星めぐりの歌     | 宮沢賢治   | ゴールデン・スランバー                         |
| 2012年10月27日 | わたしのかみの   | 金子みすゞ | ノーウェアマン                                 |
| 2012年11月3日  | どんぐり         | 金子みすゞ | 愛のプレリュード                               |
| 2012年11月10日 | 私と小鳥とすずと | 金子みすゞ | 不明                                           |
| 2012年12月29日 | あるとき         | 金子みすゞ | 愛にさよならを                                 |
- 歌のコーナー（2010年10月2日 - 2015年3月28日）
  - 主に童謡が中心[23]。宮本が出演していたときは自身が務めた『クプ〜!!まめゴマ!』及び『ぴっちぴち♪しずくちゃん』の主題歌、イメージソングや、番組初期のテーマソングである『A・B・C!』を歌うこともあった。2011年9月以降は高橋とマスコット・キャラクター「むーとん」を加えて簡単な手遊び歌[24] も紹介するようになった。
  - クリスマスやお正月の時期になると「むーとん」がクリスマスソング[25] や冬に関する歌[26] を歌うコーナーもある。また、高橋秀幸のレギュラー在籍時には「むーとん」とロケでJ-POPの曲[27] を弾き語りで歌うコーナーがあった。
- ミニアニメ『なみへー水族館シリーズ』（2015年1月3日 - 終了時期不明）
  - 2015年1月3日放送分から『恋して!ナマ子ちゃん』、『かれしはハンマーヘッドシャーク』の2本でスタート。同年3月7日からは『くらげアイドル』が放送開始。3作品ともキャラクターデザインは矢立きょう[28]。

#### 不定期放送
- 油壺マリンパークの動物たち（正式なタイトルはなし。2010年12月18日 - 2012年6月）
  - 神奈川県にゆかりのあるデュオ、ダ・カーポが歌うにっぽんの歌[29] に乗せて、マリンパークの動物たちの環境映像を放送。当初はメインだった「クプ〜!!まめゴマ!」が前週（12月11日）で終了したため、その穴埋めとして放送されていた。
- そうてつしゃりょうずかん（2011年1月29日 - 2012年6月）
  - 鉄道に関する童謡・唱歌[30] に乗せて、相模鉄道の車両を紹介。油壺マリンパークの動物たちと交互に放送されることがある。
  - 2011年12月17日、12月24日[31]、2012年1月14日放送分では横浜市交通局のバスを紹介した『よこはまバスずかん』を放送した。
- マイウェイ（2012年10月 - 2013年10月[32]）
  - 英語のコーナー
- パジャマジャ体操（2012年10月 - 終了時期不明）
- どうぶつずかん、やさいずかん（2012年7月 - 2013年10月、再開時期不明- 2017年2月）
  - BGMはどうぶつずかんが『パフ』（ピーター・ポール・アンド・マリー）→『パフ』（サーヤ・ソーレス）、やさいずかんが『アンダー・ザ・シー』（ディズニー映画『リトルマーメイド』から）
- すべこれ（開始時期及び終了時期不明）
  - ビートルズの『愛こそはすべて』をBGMに神奈川県内の滑り台を紹介。ナレーションはキン・シオタニと立川晴の輔[33]。

## 公開録画
- 2010年11月アリオ橋本にて、ゲストは高橋秀幸、プリマベーラ[34]。
- 2012年5月5日ビナウォークにて、出演は宮本佳那子、高橋秀幸、田中弥音[35]。
- 2013年8月、町田パリオにて、出演は宮本佳那子、高橋秀幸[36]。

## 放送局とその日時

### 本放送
| 放送地域 | 放送局                     | 放送系列 | 放送期間                       | 放送日時               | 備考                      |
| -------- | -------------------------- | -------- | ------------------------------ | ---------------------- | ------------------------- |
| 神奈川県 | テレビ神奈川（tvk） 制作局 | JAITS    | 2010年4月10日 - 6月26日        | 土曜 8時30分 - 9時00分 |                           |
| 神奈川県 | テレビ神奈川（tvk） 制作局 | JAITS    | 2010年7月3日 - 2012年9月29日   | 土曜 8時00分 - 8時30分 |                           |
| 神奈川県 | テレビ神奈川（tvk） 制作局 | JAITS    | 2013年10月12日 - 2017年3月25日 | 土曜 8時00分 - 8時30分 |                           |
| 神奈川県 | テレビ神奈川（tvk） 制作局 | JAITS    | 2012年10月6日 - 2013年10月5日  | 土曜 8時00分 - 8時55分 |                           |
| 千葉県   | 千葉テレビ放送（チバテレ） | JAITS    | 2012年10月6日 - 2013年3月30日  | 土曜 8時00分 - 8時30分 | 前半30分をtvkと同時ネット |

### 再放送
| 放送地域 | 放送局                     | 放送系列 | 放送期間                      | 放送日時               | 備考                       |
| -------- | -------------------------- | -------- | ----------------------------- | ---------------------- | -------------------------- |
| 神奈川県 | テレビ神奈川（tvk） 制作局 | JAITS    | 2010年4月16日 - 2017年3月31日 | 金曜 8時00分 - 8時30分 | 55分放送時代は前半30分のみ |